# Cyriocosmus elegans
Cyriocosmus elegans är en spindelart som först beskrevs av Simon 1889.  Cyriocosmus elegans ingår i släktet Cyriocosmus och familjen fågelspindlar. Inga underarter finns listade i Catalogue of Life.